# Pitcairnia crinita
Pitcairnia crinita är en gräsväxtart som beskrevs av Edmundo Pereira och Gustavo Martinelli. Pitcairnia crinita ingår i släktet Pitcairnia och familjen Bromeliaceae. Inga underarter finns listade i Catalogue of Life.